# Momo (novel·la)
Momo (1973) (en alemany conegut com a Momo o pel títol complet de Momo oder Die seltsame Geschichte von den Zeit-Dieben und von dem Kind, das den Menschen die gestohlene Zeit zurückbrachte, o sigui Momo o l'estranya història dels lladres de temps i de la criatura que va tornar el temps robat als homes) és una novel·la de l'escriptor alemany Michael Ende que parla del concepte del temps i com està estructurat en les societats modernes. L'any 1974 l'obra rebé el "Premi de Literatura Adolescent d'Alemanya".

## L'obra
La novel·la és una profunda crítica social, vista amb ulls d'infant, sobre les societats modernes, on el treball converteix la societat en una suma de persones alienades i la productivitat és dirigida per homes sense escrúpols. Les relacions personals deixen de ser importants, aprofitar el temps esdevé un imperatiu rigorós per enriquir qui proposa el model i com les societats consumistes provoquen un desgavell en les relacions socials.

## Argument

### Momo
Momo és una nena que apareix en l'amfiteatre abandonat d'un poble sense que ningú sàpiga d'on ve ni qui és, però de seguida rep el suport i la tendresa de tothom, que l'ajuda a fer la seva casa habitable. Tot s'ha de dir, Momo té una capacitat especial per saber escoltar, que provoca ser molt estimada per tothom, i una gran imaginació que fa que tots els nens i nenes del poble mai s'avorreixen en companyia seva. De tota la gent del poble, amb qui té una especial amistat és amb Girolamo Cicerone (Gigi) i Beppo l'escombraire. Diferents com la nit i el dia, un és una espurna nerviosa, que mai para d'explicar contes i inventar-se històries, mentre que l'altre és la parsimònia personificada, callat i reflexiu, cada escombrada que fa és un compendi de filosofia.

### Els homes grisos i el Banc del Temps
Tot és molt tranquil al poble fins que apareixen uns homes estranys que es dediquen a convèncer la gent que el temps és un bé preuat i no es pot perdre, s'han de fer coses útils i per no malversar-lo s'ha d'emmagatzemar al seu Banc de Temps. Aquests homes són tots molt iguals tots fumen uns cigarrets i són totalment grisos, també són molt difícils de veure i alguns cops després de fer que la gent comenci a estalviar el temps fa que els oblidi i cregui que la decisió és seva. A partir de l'aparició dels misteriosos personatges la vida al poble ja no torna a ser la mateixa. Els pares no deixen jugar als nens i no van a veure a la Momo, les persones adultes ja no van a veure Momo per explicar-li els seus problemes i que ella els ajudi, tot escoltant-los, que s'adonin de quina és la solució per resoldre'ls. Gigi ha esdevingut un rondallaire famós i ja no té temps per ningú. Només Beppo segueix amb la seva tranquil·litat de sempre, tot i que molt trist per com ha canviat la gent.
Quan un dels homes grisos s'assabenta que hi ha una nena que encara no s'ha posat a estalviar el temps com ha fet tothom, van a buscar-la i la volen enredar amb tota mena de joguines inútils per poder jugar sola. Momo, que no ha perdut la capacitat que la gent s'escolti quan parla, provoca a qui la vol enganyar per dir-li quines són les veritables intencions dels homes grisos. Finalment, fuig de la presència de la nena sense haver assolit els seus objectius. Quan els homes grisos, reunits en consell, s'assabenten que un dels seus membres ha trencat dues normes (els nens són els últims a ser convençuts a estalviar el temps i no explicaràs el secret) és castigat prenent-li el barret, la cartera i apagant-li el cigar, provocant la seva immediata desintegració.

### El Mestre Secundus Minutus Hora i la tortuga Cassiopea
Un dia Momo rep la visita d'un ésser molt especial, la tortuga Cassiopea. Cassiopea es comunica per missatges escrits a la seva closca i té la capacitat d'endevinar el futur. Amb aquest poder, Cassiopea li comunica que l'ha de seguir per dur-la a un lloc on podrà ajudar a tothom. Momo acompanya la tortuga a conèixer el Mestre Secundus Minutus Hora, obsessió dels homes grisos per aconseguir que el Mestre que els entregui la màquina del temps, ja que a ells els falta. Momo descobreix que el temps són flors preciosíssimes creades una a una a mesura que passa una hora es crea una flor per cada persona. Gràcies a Cassiopea i el Mestre, Momo aconsegueix descobrir el magatzem on es guarda el temps congelat esperant en convertir-se en els cigarrets que els homes grisos fumen.

## Traduccions
El llibre va ser publicat per primer cop en alemany el 1973 a Alemanya amb el títol Momo.
La primera traducció a l'anglès com The Grey Gentlemen feta per Frances Lobb es publicà el 1974.
La primera traducció a l'espanyol, amb el títol: Momo, o la extraña historia de los ladrones del tiempo y la niña que devolvió el tiempo a los hombres. Feta per Susana Constante l'any 1978 amb Ediciones Alfaguara, tingué un gran èxit a Espanya i els països sud-americans.
La traducció al català la va fer l'any 1988 Francesca Martínez Planas, amb l'editorial Alfaguara/Voramar amb l'ISBN 84-85820-75-4.
A banda, també s'ha traduït a l'àrab, asturià, búlgar, coreà, danès, eslovè, estonià, finès, francès, gallec, grec, hebreu, holandès, hongarès, islandès, italià, japonès, letó, lituà, mongol, noruec, polonès, portuguès, romanès, rus, serbi, suec, turc, tailandès i vietnamita.

## Crítiques
La majoria de crítiques a la novel·la, tant favorables com adverses, destaquen més el missatge de l'obra, a qui ningú deixa indiferent, que la qualitat literària de la seva prosa. Tot i ser una obra infantil i juvenil, s'acostuma a destacar que és un llibre de reflexió i que es deixa llegir a qualsevol edat.
| «                                                                         | ...és una de les novel·les més notables de finals del segle xx. Encara que aparentment escrit només per als nens, conté idees profundes en la nostra actitud moderna envers el temps | » |
| — Linda Goodhew i David Loy, Momo, Dogen, and the Commodification of Time | |   |

| «                                                                         | Una de les coses més sorprenents sobre Momo és que va ser publicat el 1973. Des de llavors, el malson temporal que narra s'ha convertit en la nostra realitat. | » |
| — Linda Goodhew i David Loy, Momo, Dogen, and the Commodification of Time | |   |

| «                              | L'obra no és una explosió d'art ni de saber literari, no és una revolució del gènere fantàstic, i sens dubte no té molta complexitat. Momo és una novel·la per nens, però tan ben enllaçada i forjada que pot gaudir-se sempre, no importa l'edat que tinguem. | » |
| — José Joaquín Rodríguez, Momo | |   |

| «                                                       | Momo és un deliciós relat en el que fantasia i realitat s'uneixen per il·lusionar la lectora, per emocionar-la, per fer-la somriure i per fer-la pensar. És un conte llarg, atemporal i crític amb la vida que hem decidit viure, on el temps per estimar, riure o gaudir amb qui estimem, el tenim hipotecat, sobretot pel treball. | » |
| — Mario Alfageme, Momo: Un Cuento Para Niños… y Mayores | |   |

## Altres obres de l'autor
- En Jim Botó i en Lluc el Maquinista ISBN 978-84-246-8151-7
- En Jim Botó i els tretze Salvatges ISBN 978-84-246-8198-2
- La Història Interminable ISBN 978-84-8435-5144
- L'endrapasomnis ISBN 978-84-261-1763-2
- El secret de la Lena ISBN 978-84-7629-682-0
- Lirum Larum Willi Warum
- Tranquil·la Endrapallengües. La tortuga tossuda
- El drac i la papallona
- El Goggolori
- El Mirall en el mirall. Un laberint
- Jojo, història d'un saltimbanqui
- El llibre dels monicacos
- Norberto Nucagorda o el rinoceront despullat
- Filemó l'arrugat
- La parsimònia tranquil·la i altres contes ISBN 978-84-8435-908-1
- El teatre de les ombres
- La poció del desig ISBN 978-84-7629-384-3
- La sopera i el cullerot ISBN 978-84-7660-804-3
- El llarg camí de la Santa Creu
- La presó de la llibertat
- Els millors contes ISBN 978-84-7660-954-5
- L'osset de peluix i els altres animals ISBN 978-84-474-0655-5
- La llegenda de la lluna plena ISBN 978-84-478-0269-2
- L'escola de màgia i altres contes
- Carpeta d'apunts
- El titella de roba ISBN 978-84-661-0077-9
- El petit titella

## Adaptacions de la novel·la
- Momo: Pel·lícula italoalemanya. 1996[1]
- Momo alla conquista del tempo: Pel·lícula de dibuixos animats[2]